# Orden und Ehrenzeichen der Republik Estland
Die Orden und Ehrenzeichen der Republik Estland werden durch den estnischen Staatspräsidenten traditionell am estnischen Nationalfeiertag (24. Februar) verliehen.

## Orden
Insgesamt hat die Republik Estland seit ihrer Gründung am 24. Februar 1918 sechs staatliche Verdienstorden (estnisch im amtlichen Sprachgebrauch teenetemärk, ansonsten umgangssprachlich orden) eingeführt:
- Freiheitskreuz (Vabadusrist) (1919–1925)
- Orden des Estnischen Roten Kreuzes (Eesti Punase Risti teenetemärk) (seit 1920)
- Orden des Adlerkreuzes (Kotkaristi teenetemärk) (seit 1928)
- Orden des weißens Sterns (Valgetähe teenetemärk) (seit 1936)
- Orden des Staatswappens (Riigivapi teenetemärk) (seit 1936)
- Orden des Marienland-Kreuzes (Maarjamaa Risti teenetemärk) (seit 1995)

## Estnische Ordensgeschichte
Nach der estnischen Verfassung von 1920 war es dem estnischen Staat eigentlich untersagt, Orden zu verleihen. Artikel 7 der Verfassung schrieb vor: „Die Republik Estland vergibt keine Orden und Ehrenzeichen an eigene Staatsbürger, außer für Soldaten in Kriegszeiten. Gleichzeitig hat kein estnischer Staatsbürger das Recht, ausländische Orden und Ehrenzeichen anzunehmen“ (Eesti Vabariik ei anna autähti ja aumärke oma kodanikele, välja arvatud kaitseväelastele sõja ajal. Samuti ei ole Eesti kodanikel õigust vastu võtta võõraste riikide aumärke ja autähti). Der Staat hielt sich allerdings nicht an diese verfassungsrechtliche Vorschrift. Es dauerte aber noch bis 1936, bis das estnische Ordenswesen unter eine klare gesetzliche Regelung gestellt wurde.

### Freiheitskreuz
1919 wurde das Freiheitskreuz (Vabadusrist) als erster estnischer Orden eingeführt. Das Freiheitskreuz zeichnete Personen aus, die sich um die Erlangung der Selbständigkeit Estlands verdient gemacht hatten. Seine Verleihung wurde 1925 durch das Parlament (Riigikogu) eingestellt. Der Orden wird heute nicht mehr verliehen. Das Freiheitskreuz kann aber weiterhin im Kriegsfall für die Verteidigung der estnischen Freiheit verliehen werden.

### Verdienstorden des Estnischen Roten Kreuzes
1920 führte der Verein des Estnischen Roten Kreuzes (Eesti Punase Risti Selts) den Verdienstorden des Estnischen Roten Kreuzes ein (Eesti Punase Risti teenetemärk). Er ist heute ein staatliches Ehrenzeichen. Der Orden zeichnet Esten und Ausländer für Verdienste aus, die sie auf humanitärem Gebiet oder bei der Rettung von Menschenleben für das estnische Volk geleistet haben.

### Orden des Adlerkreuzes
Die Heimwehrorganisation Kaitseliit stiftete 1928, zum 10. Jahrestag der estnischen Unabhängigkeit, den Orden des Adlerkreuzes (Kotkaristi teenetemärk). Mit ihm wird seitdem die Anerkennung für militärische Leistungen und für die Verteidigung Estlands zum Ausdruck gebracht.

### Orden des weißen Sterns
Zur Erinnerung an den estnischen Freiheitskampf wurde 1936 der Orden des weißen Sterns (Valgetähe teenetemärk) ins Leben gerufen. Er soll Esten und Ausländer für Verdienste um den estnischen Staat auszeichnen.

### Orden des Staatswappens
1936 wurde auch der Orden des Staatswappens (Riigivapi teenetemärk) geschaffen. Er ist eine höhere Auszeichnung als der Orden des weißen Sterns und die höchste Auszeichnung, die die Republik Estland vergibt. Der Orden wird ausschließlich estnischen Staatsangehörigen verliehen.
Seine höchste Klasse (Riigivapi ketiklassi orden) wird mit einer Ordenskette (ametiraha) verliehen, die es nur in einem Exemplar gibt. 1938 wurde damit der erste estnische Staatspräsident, Konstantin Päts, ausgezeichnet. Die Ordenskette wurde nach der sowjetischen Besetzung Estlands nach Moskau verbracht. Estland hat bislang vergeblich deren Rückgabe von der russischen Regierung eingefordert. Im Februar 2008 wurden die estnischen Staatspräsidenten Lennart Meri (postum), Arnold Rüütel und Toomas Hendrik Ilves mit der höchsten Ordensklasse ausgezeichnet.

### 1940 bis 1991
Von 1940 bis 1991 war Estland von der Sowjetunion besetzt. Die estnische Exilregierung verzichtete auf die Ausgabe estnischer Orden. Die Regierung der Estnischen Sozialistischen Sowjetrepublik verlieh wie die anderen Teilrepubliken der UdSSR keine sowjetischen Orden. Die höchste staatliche Auszeichnung der Estnischen SSR war die Ehrenurkunde des Präsidiums des Obersten Sowjets (Eesti NSV Ülemnõukogu Presiidiumi aukiri).

### Orden des Marienland-Kreuzes
Mit der Wiedererlangung der estnischen Unabhängigkeit ging Estland 1994 zum Ordenssystem der Vorkriegszeit zurück. 1995 wurde ein neuer Orden gestiftet, der Orden des Marienland-Kreuzes (Maarjamaa Risti teenetemärk). Der Orden nimmt Bezug auf die Bezeichnung Marienland (lateinisch Terra Mariana), die im Rahmen der Ostkreuzzüge während des christlichen Mittelalters für das Baltikum verwendet wurde. Der Orden zeichnet Ausländer aus, die sich um Estland verdient gemacht haben.

### Ordensgesetz von 2008
Das heute gültige Ordensgesetz (Teenetemärkide seadus) trat am 1. März 2008 in Kraft.